# Jurmo
L'île Jurmo est une île et un village à Korpo,dans la municipalité de Pargas en Finlande.

## Géographie
Située à 13 km au Nord-Est de Utö, elle s'étend sur 5 km de longueur et environ 1 km de largeur. 
Jurmo est née pendant la période glaciaire et est en fait une extension lointaine du Salpausselkä III. 
Le sol de Jurmo est très rocheux et la rocaille est aussi présente sous le niveau de la mer. 
Cette île de gravier et de roche a développé une flore et une faune si exceptionnellement riches qu'elle est considérée comme l'élément le plus précieux du Parc national de l'archipel. 
Une partie de Jurmo appartient au parc national, mais la plupart des zones terrestres et aquatiques appartiennent aux quatre exploitations agricoles de l'île.  
L'hébergement a lieu dans des chalets de location locaux et le camping n'est autorisé que dans des endroits spécialement désignés. 
Une dizaine d'habitants y vivent de manière permanente. Ils sont rejoints par de nombreux résidents à temps partiel lors de la saison estivale. 

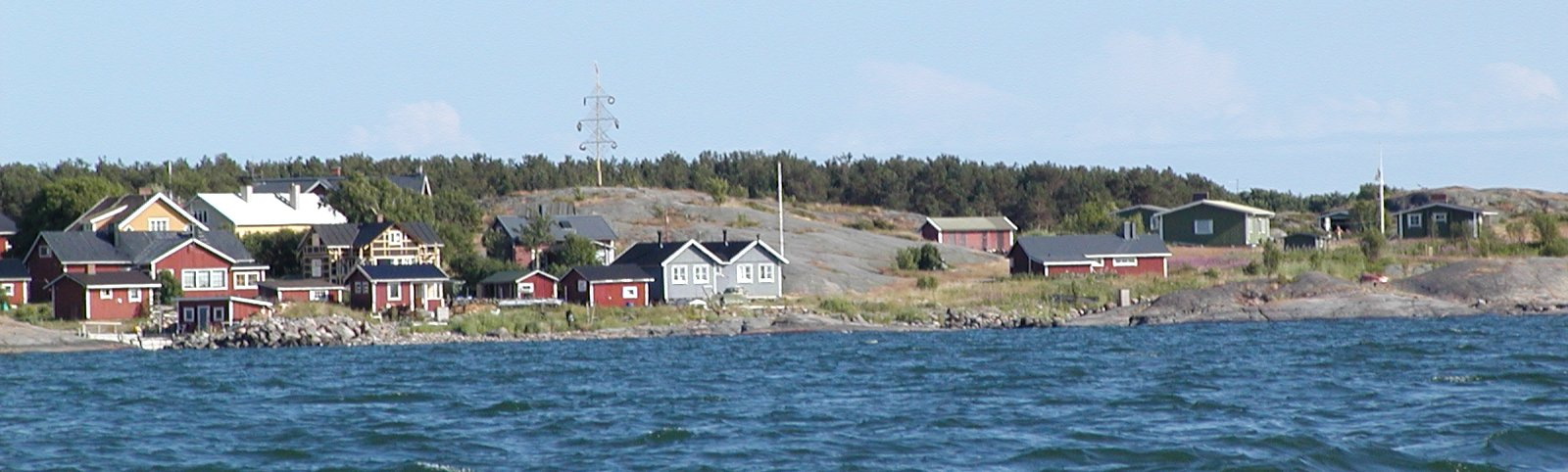
Rive Nord de Jurmo.

## Histoire
Elle a été formée à l'âge de glace et est un prolongement lointain du Salpausselkä. 
Son église a été construite en 1846. Il y existe aussi un observatoire ornithologique. 